# Principiul lui Dilbert
Principiul lui Dilbert se referă la o teorie satirică din anii '90. Conform acesteia, companiile au tendința să promoveze cei mai slabi angajați în poziții de management, pentru a preveni afectarea experienței consumatorilor de către respectivii angajați.
Termenul a fost introdus de către Scott Adams, un absolvent de la Berkeley și creatorul benzilor desenate Dilbert. Adams și-a explicat principiul într-un articol aparut în The Wall Street Journal în 1996. Acesta a extins studiul asupra acestui principiu într-o carte satirică aparută în 1996 cu același nume. Cartea s-a vândut în peste un milion de exemplare și a rezistat în topul celor mai vândute cărți publicat de către The New York Times timp de 43 de săptămâni.
Adams explică astfel: „Cei mai ineficienți lucrători sunt transferați, în mod sistematic, într-o funcție unde pot face cele mai mici pagube: în management. E ca și cum am fi întors regulile naturii cu susul în jos”, mai scria Adams. „Identificăm și promovăm în mod sistematic oamenii cu cele mai slabe deprinderi”.
Se pierd ore întregi cu ședințe în care se fac discuții cu privire la respectarea termenelor de execuție, iar termenele de execuție sunt tot mai greu de respectat datorită orelor pierdute în acele ședințe.
Adesea, „de sus” vine ordinul să se aloce timp din belșug pentru ca toate să devină „compatibile ISO9000”, deși nici unul din cei care cer aceasta nu știe ce este ISO9000.  Arhivat în 27 septembrie 2007, la Wayback Machine.
Acest principiu și-a găsit între timp o serie de susținători importanți, printre care și Guy Kawasaki de la Apple Computer: "Există două feluri de companii. Cele care recunosc că sunt ca Dilbert și cele care sunt dar nu știu încă".
Principiul lui Dilbert este o variație a Principiului lui Peter.